# Fiera di Roma
La Fiera di Roma è la struttura fieristica di Roma. Si trova lungo la via Portuense, all'interno del quartiere Ponte Galeria situato nella periferia occidentale della capitale e confinante ad ovest con Fiumicino.

## Storia

### EUR 42
Durante il ventennio fascista fu progettato e iniziato il complesso architettonico dell'EUR in vista della prevista Esposizione universale del 1942, che però non si tenne mai a causa della seconda guerra mondiale.

### Dal dopoguerra a oggi
Le prime manifestazioni fieristiche a Roma dopo la seconda guerra mondiale si svolgono tutte in aree non strutturate, poiché i lavori per la sede prevista dell'EUR erano stati fermati dalla guerra. Solo nel 1959 viene aperta la sede provvisoria collocata lungo la via Cristoforo Colombo. La vecchia Fiera Campionaria fino al 1955 si tenne nel quartiere EUR. Fu poi trasferita nella sede di via Cristoforo Colombo dove rimase per cinquant'anni. L'Ente Fiera Roma è stato trasformato in S.p.A. nel 1998.
Nel 2006 viene inaugurata la nuova sede, che si trova fuori città, sull'autostrada A91 Roma-Fiumicino in direzione dell'aeroporto "Leonardo da Vinci". La nuova sede è collegata dalla linea FL1 grazie alla stazione di Fiera di Roma, dalla via Portuense e da appositi svincoli dall'autostrada.

## Collegamenti
Stazione Fiera di Roma

 È raggiungibile dall'autostrada: A91 Roma - Fiumicino